# Oskar (postać literacka)
Oskar – główny bohater powieści Érica-Emmanuela Schmitta pt. "Oskar i pani Róża". Miał 10 lat i chorował na białaczkę. Przebywał w szpitalu. Tam poznał panią Różę, która przekonała go, aby każdy następny dzień był dla niego dziesięcioma latami. Zachęcała go także do pisania listów do Boga. Jego przezwiskiem był Jajogłowy, a przyjaciółmi byli Bekon, Einstein i Pop Corn.  

## Charakterystyka postaci
Oskar był melancholijny. Często rozmyślał o sensie życia i śmierci. Myślał także nad tym, czym jest cierpienie. Na początku utworu nienawidził pisać listów, ponieważ nigdy przedtem tego nie robił. Nie lubił swoich rodziców, ponieważ bali się rozmów o umieraniu. Cieszył się, kiedy rozmawiał z Różą, bo rozumiała Oskara i chciała mu pomóc. Według niego nikt oprócz Róży nie chciał go w szpitalu. Był ateistą, o czym świadczy jego pierwszy list. Nie obawiał się trudnych tematów i krytykował razem z Różą otaczający go świat. Był zakochany ze wzajemnością w Peggy Blue, która miała niebieską skórę. Musieli się rozstać, kiedy ona wracała do domu, co było dla chłopca ciężkim przeżyciem.